# Zone naturelle unique de Los Estoraques
La zone naturelle unique de Los Estoraques est un parc national colombien situé dans le département de Norte de Santander.